# The Slaver Weapon
"The Slaver Weapon" é o décimo quarto episódio da primeira temporada da série de animação de ficção científica Star Trek: The Animated Series, que foi ao ar em 15 de dezembro de 1973 pela NBC. O episódio foi escrito por Larry Niven, baseado em seu conto "The Soft Weapon", e dirigido por Hal Sutherland.
No enredo, enquanto viajam em uma nave auxiliar, vários membros da tripulação da Enterprise são capturados e devem usar suas forças individuais para impedir que uma poderosa arma caia em mãos erradas.

## Enredo
Na nave auxiliar Copérnico, Spock, Uhura e Sulu estão à caminho da Base Estelar 25 para entregar uma caixa de estase, um artefato raro da cultura Slaver. Os extintos slavers usavam tais objetos para carregar armas, valores, instrumentos científicos e dados. Quando a nave passa por Beta Lyrae, a caixa começa a brilhar, indicando que há outra caixa por perto
Eles pousam em um planeta gelado onde os hostis kzinti os emboscam com uma caixa de estase vazia. Os três são capturados e levados abordo da nave estelar alienígena. Spock diz aos outros que um dos kzinti pode ler mentes. Ele diz que o alienígena não vai ler sua mente porque os vulcanos são vegetarianos pacíficos e a de Uhura por ela ser uma mulher. Spock aconselha Uhura a fingir ser inofensiva porque as fêmeas kzinti são burras. No início ela fica irritada, porém Spock diz que apesar eele valorizar a inteligência dela, eles poderiam ter uma melhor chance de escapar se o kzinti achar que eles não possuem nenhuma. Uhura entende as sugestões do vulcano e concorda.
Seus captores são liderados pelo Capitão Chuft, que comanda a Garra do Traidor. Os arqueologistas kzinti haviam encontrado uma caixa de estase vazia, que acabou levando Spock, Uhura e Sulu para o planeta. Na caixa que os três estavam levando eles encontram uma foto de um slaver, um pouco de carne fresca e uma arma potencialmente mortal para toda a galáxia.
Os kzinti voltam para a superfície para testar a arma. Eles passam por várias configurações inferiores à atual tecnologia. Uma das configurações desativa a rede de energia que mantinha Spock, Uhura e Sulu presos, dando-lhes a chance de fugir e recuperar a arma, mas Uhura é recapturada. Sulu acredita que um espião era o dono da arma. Spock fica inicialmente cético que mesmo alguém com o conhecimento de armas que Sulu possui pudesse fazer tal determinação tão rápido, porém concorda depois de ouvir a explicação—apenas uma das várias configurações, um laser relativamente fraco, seria de verdadeiro uso para um soldado—concluindo que, dessa forma, também possui uma configuração de auto-destruição. Quando eles explora, as configurações da arma, eles encontram uma configuração nula. Nesse momento o Capitão Cruft os contata querendo trocar Uhura pela arma. Ele também quer um duelo com Spock para reparar sua reputação. Sulu recusa por Spock. Enquanto Spock tenta outra configuração da arma, ele lança um enorme feixe de energia que cria uma enorme explosão a distância. A onda de choque da explosão os derruba, permitindo que os kzinti os recapturem e recuperem a arma.
Os kzinti colocam a arma em seu modo de "computador de raciocínio", uma fantástica realização para um equipamento portátil. Ela fornece escassas informações sobre suas origens e habilidades, aludindo a uma antiga guerra. A arma diz que a não ser que "certas palavras códigos" sejam fornecidas, ela não irá mais responder nenhuma pergunta. O Capitão Chuft exige um feixe de total conversão, entretanto Spock observa que a configuração que o computador lhe está dando não é a mesma. Enquanto o kzinti vai testar a arma, deixando os prisioneiros sozinhos na rede, Spock explica seu raciocínio para Uhura. Despertada depois de um tempo indeterminado e cercada por seres que não conhecem os protocolos corretos, a arma slaver decidiu se auto-destruir para impedir que informações táticas vitais caiam em mãos erradas. A arma detona, matando os kzinti em uma grande explosão. Parado em frente a cratera, Sulu lamenta a perda de um excelente artefato de museu, porém Spock observa que ela era muito perigosa para ficar em um.
A tripulação da Enterprise retorna para sua jornada abordo da Copérnico. Spock nota como um artefato de uma antiga guerra quase iniciou outra pela sua posse.

## Adaptação
D. C. Fontana, uma autora prolífica de roteiros de Star Trek, abordou Larry Niven em 1973 para ver se ele poderia escrever um episódio para Star Trek: The Animated Series. Na época, Niven era uma das principais forças em ascensão do mundo da ficção científica; em 1971 ele havia vencido três importantes prêmios do gênero por seu livro Ringworld: o Hugo, o Nebula e o Locus.
A primeira tentativa de Niven para escrever um roteiro introduzia seu cenário Known Space no universo de Star Trek. A história envolvia um grupo de Forasteiros que estavam usando um buraco negro quântico para desabilitar naves estelares para saqueá-las. Fontana lhe disse que a versão original não iria funcionar como um episódio de televisão, e sua segunda tentativa acabou ficando "muito sangrenta".
Enquanto Niven visitava a casa de Gene Roddenberry em uma tarde, Roddenberry sugeriu que ele usasse seu conto "The Soft Weapon" como base para um episódio. A história se inicia com uma pequena espaço nave fazendo um pequeno desvio em seu curso para ver Beta Lyrae. Abordo estão um casal humano que tripula a nave e seu passageiro, um alienígena chamado Nessus. Nessus está em posse de uma caixa de estase, e um escaneamento de rotina revela que outra caixa de estase está localizada em algum lugar do sistema de Beta Lyrae, para a surpresa dos três. Quando eles tentam recuperar a segunda caixa, eles são capturados por um grupo de piratas kzinti. Os kzinti etão em posse de uma caixa de estase vazia, a usando para atrair naves de passagem. Os três despistam os kzinti e escapam.
Para a adaptação para o universo de Star Trek, Niven mudou a identidade originais dos personagens para seus análogos em Star Trek. Nessus, um herbívoro normalmente pacífico e altamente inteligente, se encaixava perfeitamente com Spock. O macho e a fêmea da nave estelar foram substituídos por Sulu e Uhura, com a pequena nave se tornando uma recém introduzida nave auxiliar de longo alcance. Os personagens da nave kzinti permaneceram inalterados.
Houve pequenas mudanças para simplificar a história, porém apenas uma grande mudança. Em "The Soft Weapon", o artefato foi construído pelos tnuctip, uma espécie de tecnologia avançada que foi escravizada pelos thrint, os "slaver" do título. Eles construíram muitas armas como parte de uma revolta há muito planejada. A história de fundo estava fora da extensão de "The Slaver Weapon", e no episódio a caixa e a arma são presumivelmente de origem slaver.

## Recepção
"The Slaver Weapon" é considerado por muitos críticos como "de longe um dos melhores e mais letrados episódios da série de animação". Ele introduz os kzinti "como fascinantes novos adversários para a Federação e estabelece as caixas slaver como parte da mitologia de Star Trek". E apesar do trabalho da dublagem convidada do episódio ser "surpreendentemente boa", a animação e a decisão do diretor de dar aos formidáveis e assustadores kzinti "uma nave rosa, de alguma forma nega sua ameaça".
Os kzinti foram mostrados usando roupas rosas porque o diretor Hal Sutherland era daltônico e não sabia de que cor eles haviam sido representados. Uma desculpa foi entregue a Niven por esse descuído.